# Amillarus singularis
Amillarus singularis är en skalbaggsart som först beskrevs av Aurivillius 1922.  Amillarus singularis ingår i släktet Amillarus och familjen långhorningar. Inga underarter finns listade i Catalogue of Life.